# 12. People’s Choice Awards-gála
A 12. People’s Choice Awards-gála az 1985-ös év legjobb filmes, televíziós és zenés alakításait értékelte. A díjátadót 1986. március 13-án tartották, a műsor házigazdája John Denver volt. A ceremóniát a CBS televízióadó közvetítette.

## Győztesek és jelöltek
Forrás:

### Film
| Az év filmje            | Az év filmje          |
| ----------------------- | --------------------- |
| Vissza a jövőbe         |                       |
| Az év férfi filmsztárja | Az év női filmsztárja |
| Sylvester Stallone      | Meryl Streep          |

### Televízió
| Az év férfi tévés sztárja            | Az év női tévés sztárja            |
| ------------------------------------ | ---------------------------------- |
| Bill Cosby                           | Linda Evans                        |
| Az év visszatérő férfi tévés sztárja | Az év visszatérő női tévés sztárja |
| Bill Cosby                           | - Barbara Mandrell - Meryl Streep  |
| Az év vígjátéka                      | Az év drámaműsora                  |
| The Cosby Show                       | - Dinasztia - Miami Vice           |
| Az év új vígjátéka                   | Az év új drámaműsora               |
| Öreglányok                           | The Colbys                         |
| Az év férfi előadója új tévéműsorban | Az év női előadója új tévéműsorban |
| Bruce Willis                         | Cybill Shepherd                    |
| Az év ifjú tévés sztárja             |                                    |
| Emmanuel Lewis                       |                                    |

### Zene
| Az év dala                          | Az év dala            |
| ----------------------------------- | --------------------- |
| USA for Africa - "We Are the World" |                       |
| Az év férfi előadója                | Az év női előadója    |
| Bruce Springsteen                   | Madonna               |
| Az év klasszikus zeneelőadója       | Az év countryelőadója |
| Luciano Pavarotti                   | Kenny Rogers          |

## Fordítás
- Ez a szócikk részben vagy egészben  a(z)   12th People's Choice Awards című angol Wikipédia-szócikk fordításán alapul.  Az eredeti cikk szerkesztőit annak laptörténete sorolja fel. Ez a jelzés csupán a megfogalmazás eredetét és a szerzői jogokat jelzi, nem szolgál a cikkben szereplő információk forrásmegjelöléseként.